# 1961年の東映フライヤーズ
1961年の東映フライヤーズでは、1961年の東映フライヤーズの動向をまとめる。
この年の東映フライヤーズは、水原茂監督の1年目のシーズンである。

## 概要
Bクラスに転落した責任を取って岩本義行前監督が辞任すると、大川博オーナーはチーム再建のため、当時水戸商業高校の監督だった石井藤吉郎に就任を要請したが辞退された。そこで巨人を勇退したばかりの水原茂を新監督に招聘した。
1964年の東京五輪開催に伴い、東急電鉄沿線にあった駒沢野球場がこの年いっぱいで閉鎖になるため、駒沢の最終年を優勝で飾るべくチームは開幕から好スタート。西園寺昭夫、張本勲、吉田勝豊のクリーンナップトリオに加え、一塁手にコンバートされた山本八郎も好調の強力打線を背景に、順調に勝ち星を重ねていく。
前年優勝の大毎が開幕ダッシュに失敗したこともあって、終始南海と首位を争い、9月初めには勢いの落ちた南海に代わり首位に浮上するなど、一度は初優勝が目前に見えた。しかし、Bクラス常連のチームは優勝争いに慣れておらず、投手陣と内野陣の層の薄さから、大事な試合でエラーを連発するなど、誤算が続出した。
最終的にチームの4番・張本勲、キャプテン・毒島章一、エース土橋正幸や久保田治の奮闘もむなしく、全球団に勝ち越しながらも最後は駒沢球場での直接対決に敗れ、鶴岡一人監督の胴上げを見届けた。しかし、南海の底力に屈したとはいえ、最終的に83勝52敗5分で貯金31を稼ぎ、翌年の水原監督初の胴上げへと繋がっていく。

## チーム成績

### レギュラーシーズン
| 1 | 右 | 毒島章一   |
| 2 | 二 | 山本久夫   |
| 3 | 三 | 西園寺昭夫 |
| 4 | 左 | 張本勲     |
| 5 | 中 | 吉田勝豊   |
| 6 | 一 | 緋本祥男   |
| 7 | 遊 | エディ武井 |
| 8 | 捕 | 安藤順三   |
| 9 | 投 | 久保田治   |

| 順位 | 4月終了時 | 4月終了時 | 5月終了時 | 5月終了時 | 6月終了時 | 6月終了時 | 7月終了時 | 7月終了時 | 8月終了時 | 8月終了時 | 9月終了時 | 9月終了時 | 最終成績 | 最終成績 |
| ---- | --------- | --------- | --------- | --------- | --------- | --------- | --------- | --------- | --------- | --------- | --------- | --------- | -------- | -------- |
| 1位  | 南海      | --        | 南海      | --        | 南海      | --        | 南海      | --        | 南海      | --        | 東映      | --        | 南海     | --       |
| 2位  | 西鉄      | 2.0       | 東映      | 4.5       | 東映      | 4.5       | 西鉄      | 4.0       | 西鉄      | 5.0       | 南海      | 1.0       | 東映     | 2.5      |
| 3位  | 東映      | 2.5       | 大毎      | 6.0       | 西鉄      | 5.0       | 東映      | 4.5       | 東映      | 6.0       | 西鉄      | 4.0       | 西鉄     | 5.5      |
| 4位  | 大毎      | 4.5       | 西鉄      | 7.5       | 大毎      | 7.0       | 大毎      | 8.0       | 大毎      | 11.5      | 大毎      | 12.5      | 大毎     | 15.0     |
| 5位  | 阪急      | 8.5       | 阪急      | 17.0      | 阪急      | 20.5      | 阪急      | 25.0      | 阪急      | 27.0      | 阪急      | 27.5      | 阪急     | 33.5     |
| 6位  | 近鉄      | 9.5       | 近鉄      | 19.0      | 近鉄      | 26.0      | 近鉄      | 33.5      | 近鉄      | 43.5      | 近鉄      | 47.0      | 近鉄     | 51.5     |

| 順位 | 球団               | 勝 | 敗  | 分 | 勝率 | 差   |
| 1位  | 南海ホークス       | 85 | 49  | 6  | .634 | 優勝 |
| 2位  | 東映フライヤーズ   | 83 | 52  | 5  | .615 | 2.5  |
| 3位  | 西鉄ライオンズ     | 81 | 56  | 3  | .591 | 5.5  |
| 4位  | 毎日大映オリオンズ | 72 | 66  | 2  | .522 | 15.0 |
| 5位  | 阪急ブレーブス     | 53 | 84  | 3  | .387 | 33.5 |
| 6位  | 近鉄バファロー     | 36 | 103 | 1  | .259 | 51.5 |

## オールスターゲーム1961
| コーチ     | 水原茂     |          |          |          |
| ファン投票 | 張本勲     |          |          |          |
| 監督推薦   | 久保田治   | 土橋正幸 | 安藤順三 | 毒島章一 |
| 補充選手   | 西園寺昭夫 |          |          |          |

## できごと
- 10月17日 - 大毎オリオンズ戦、この日まで打率2位の榎本喜八は首位・張本勲を逆転すべく出場するが、プレーボールと同時に東映投手はいきなりトップバッターの榎本を敬遠、続く2打席目も敬遠したため榎本はベンチ入り、張本の首位打者が確定した。

## 表彰選手
| リーグ・リーダー | リーグ・リーダー | リーグ・リーダー | リーグ・リーダー |
| 選手名           | タイトル         | 成績             | 回数             |
| ---------------- | ---------------- | ---------------- | ---------------- |
| 張本勲           | 首位打者         | .336             | 初受賞           |

| ベストナイン | ベストナイン | ベストナイン |
| 選手名       | ポジション   | 回数         |
| ------------ | ------------ | ------------ |
| 張本勲       | 外野手       | 2年連続2度目 |